# Øvraby sogn, Halland
Øvraby sogn i Halland var en del af Halmstad herred. Øvraby distrikt dækker det samme område og er en del af Halmstads kommun. Sognets areal var 16,50 kvadratkilometer, heraf land 16,23. I 2020 havde distriktet 247 indbyggere. Slottet Sperlingsholm ligger i sognet. Byen Halmstad lå oprindelig ved Øvraby kirkeruin.
Øvraby (1464 Øffwerby) fik sit navn, da Halmstad blev flyttet syd (og Øvraby kom til at være "over" Halmstad) Befolkningen steg fra 1820 (260 indbyggere) til 1880 (602 indbyggere). Derefter faldt den, så der i 1980 var 191 indbyggere i Øvraby. Siden da er befolkningen steget igen.